# Triticella capsularis
Triticella capsularis is een mosdiertjessoort uit de familie van de Triticellidae. De wetenschappelijke naam van de soort is voor het eerst geldig gepubliceerd in 1999 door Gordon & Wear.